# Lassana Diarra
Lassana "Lass" Diarra (Pariz, 10. ožujka 1985.) bivši je francuski nogometaš koji je igrao na poziciji defenzivnog veznog iako može nastupati i kao desni bek što mu je i bila pozicija u bivšem klubu Chelseaju te francuskoj reprezentaciji.

## Klupska karijera

### Počeci
Diarru su kao dječaka odbili mnogi nogometni klubovi. Primjerice, u omladinskom pogonu FC Nantesa smatrali su da je igrač "premalen i prelagan" da bi uspio dok je za klub Le Mans sam Diarra tvrdio da se "nisu dovoljno brinuli o njemu".

### Le Havre
Nogometna karijera Lassane Diarre je započela u Le Havreu, bivšem francuskom prvoligašu. Bio je izvanredan u obrambeno-veznoj ulozi te je zbog impresivnih nastupa dobio poziv u francusku U21 reprezentaciju. Zajedno sa stečenom visokom reputacijom, igrač je postao interesantan mnogim klubovima, posebice londonskom Chelseaju.
Nakon što je Claude Makélélé postao igrački prestar za Chelsea, razgranata mreža klupskih skauta je označila Diarru kao "novog Makéléléa". Transfer između Le Havrea i Chelseaja je obavljen u srpnju 2005. te je iznosio 1 milijun GBP.

### Chelsea
Lassana Diarra je tokom sezone 2005./06. igrao malo za Chelsea. Svoj debi za novi klub je imao u listopadu 2005. u utakmici Lige prvaka protiv Real Madrida gdje je ušao u igru kao zamjena.
Prikupljajući savjete od sunarodnjaka Makéléléa (koji je igrao na njegovoj poziciji), Diarra se igrački poboljšao tokom cijele sezone igrajući za klupsku B momčad. Izvanrednom igrom protiv Huddersfield Towna u 3. kolu FA kupa, igrač je zaradio pohvale oba trenera, igrača i medija.
Do kraja sezone Diarra je pomalo nastupao u prvoj momčadi, dok je u posljednja dva kola Premier lige protiv Blackburn Roversa i Newcastle Uniteda odigrao svih 90 minuta. Krajem sezone Diarra je proglašen najboljim mladim igračem kluba.
Tijekom sezone 2006./07. Chelsea je zbog ozljeda imao nedostatak igrača u obrani te je zbog toga Diarra igrao u prvoj momčadi na poziciji desnog beka. Tako je Diarra bio u prvom sastavu u finalu Liga kupa protiv Arsenala.
29. srpnja 2007. neki mediji su počeli izvještavati o Diarrinom odlasku u Arsenal. Budući da je igračev ugovor istjecao u siječnju 2008., Chelsea ga je prodao londonskom rivalu 31. kolovoza 2007.

### Arsenal
Lassana Diara je prešao u Arsenal 31. kolovoza 2007., u posljednji dan transfernog roka. Iznos transfera je nepoznat. Igraču je dodijeljen dres s brojem 8 kojeg je prije njega nosio Fredrik Ljungberg koji je tada prešao u West Ham United. Trener "topnika" Arsène Wenger ga je tada nazvao "multi-funkcionalnim igračem" te dobrim dodatkom momčadi.
Diarra je svoj debi u dresu Arsenala imao u domaćem uzvratnom susretu Lige prvaka protiv španjolske Seville kada je ušao u igru kao zamjena. Njegov prvi nastup u početnom sastavu bio je u trećem kolu Liga kupa protiv Newcastle Uniteda, dok je debi u premijerligi imao u utakmici protiv Aston Ville.
Mathieu Flamini bio je razlog zbog čega je Diarra igrao malo u prvim mjesecima sezone 2007./08. Zbog nezadovoljstva slabom minutažom, Diarra je potpisao za Portsmouth u zimskom prijelaznom roku (siječanj 2008.), nakon samo četiri mjeseca provedenih u Arsenalu. Iznos transfera je nepoznat a pretpostavlja se da je iznosio 5,5 milijuna GBP.

### Portsmouth
Portsmouth je s Diarrom potpisao ugovor 17. siječnja 2008. Za novi klub je debitirao u 3:1 pobjedi protiv Derby Countyja. Već u sljedećoj utakmici igrač je postigao prvi pogodak za Portsmouth u utakmici FA kupa protiv Plymouth Argylea. Prvi pogodak u premijerligi postigao je dva tjedna kasnije u kontroverznoj pobjedi protiv Bolton Wanderersa. Igrač je za klub odigrao sve utakmice FA kupa koji je Portsmouth te sezone (2007./08.) osvojio.
Zbog dobrih igara u klubu, igrač je dobio poziv u francusku reprezentaciju s kojom je nastupio na EURU 2008.
Na početku sezone 2008./09. Diarra je s klubom igrao finale Community Shielda protiv Manchester Uniteda u kojem su "crveni vragovi" pobijedili boljim izvođenjem jedanaesteraca. Na kraju se upravo se Diarrin promašaj pokazao ključnim u porazu Portsmoutha.
18. rujna 2008. Diarra je postigao prvi pogodak u povijesti Portsmoutha u europskim natjecanjima protiv portugalske Vitórije Guimaraes.
Svoje prvo premijerligaško isključenje na utakmici, Lassana Diarra je imao 28. rujna 2008. nakon što mu je u susretu protiv Tottenham Hotspura dodijeljen drugi žuti karton.
Sredinom prosinca 2008. Portsmouth i Real Madrid su se dogovorili o prelasku igrača u madridski klub za 20 milijuna eura nakon što igrač obavi liječnički pregled.

### Real Madrid
Portsmouth je 17. prosinca 2008. objavio da je prihvatio ponudu Real Madrida o kupnji Diarre. Tako je transfer vrijedan 20 milijuna eura izvršen nakon sljedećih pet dana. Igraču su pritom dodijeljeni dresovi s brojevima 6 (za utakmice Primere) i 39 (za utakmice Lige prvaka). Igrač je na dresu nosio naziv Lass kako ga se ne bi brkalo s prezimenjakom i klupskim suigračem Mahamadou Diarrom.
Odlične igre za klub tokom prvih nekoliko mjeseci omogućile su Diarri uvrštavanje u početnih 11 La Liga Breakthrough Team tokom sezone 2008./09. Tako su on i Diego Perotti bili jedini stranci na listi.
Za sezonu 2009./10. Diarri je dodijeljen dres s brojem 10 jer je Wesley Sneijder prešao u Inter Milan a broj 6 je "vraćen" Mahamadou Diarri koji se oporavio od ozljede. Svoj prvi službeni pogodak za Real, Diarra je postigao u prvoj utakmici sezone protiv Deportivo La Coruñe (3:2 pobjeda).
U kolovozu 2010. objavljeno je da je Diarra stavljen na transfer listu Real Madrida. Međutim, novi trener José Mourinho je stavio igrača u momčad u prvoj utakmici sezone 2010./11. Od kada je za klub potpisao Sami Khedira, Diarra je dobio jaku konkurenciju na svojoj poziciji. Međutim, trener Mourinho je izjavio da računa na igrača te da ga vidi u početnom sastavu.
Diarra kao igrač ima dobru kontrolu lopte za obrambeno-veznog igrača te je hvaljen zbog svoje fizičke snage u obrani.

### FK Anži Mahačkala
31. kolovoza 2012. Lass je pristupio Anžiu te je potpisao ugovor na četiri godine. Prvo je trebao doći iz Reala kao igrač na posudbu, ali se inzistiralo od strane kluba da ga se kupi. Nakon dolaska u Anži, Diarra je priznao da je došao na nagovor Samuela Eto'a te da novac nije bio razlog. U Anžiu se zadržao tek jednu sezonu.

### Lokomotiv Moskva
Nakon šta je Anži dramatično smanjio buđet kluba u ljeto 2013., Lass je 20. kolovoza 2013. potpisao ugovor s Lokomotivom iz Moskve.

## Reprezentativna karijera
Diarra je prije seniorske karijere u francuskoj reprezentaciji skupio 18 nastupa za U21 selekciju. Njegov, vjerojatno najznačajniji nastup, bio je u kvalifikacijskoj utakmici za europsko U21 prvenstvo protiv Engleske u studenom 2005. gdje je igrač izborio jedanaesterac.
Diarru je u seniorski sastav uveo tadašnji izbornik Raymond Domenech u utakmici kvalifikacija za EURO 2008. protiv Litve. Diarra je odigrao svih 90 minuta nastupajući u veznom redu zajedno s Claudeom Makéléléom i Jérémyjem Toulalanom. Te godine Diarra je nastupio i u prijeteljskoj utakmici protiv Austrije 28. ožujka 2007.
Dobrim igrama u drugoj polovici sezone 2007./08. za Portsmouth, Diarra je uvršten u sastav francuskih reprezentativaca koji su nastupili na EURO-u 2008. Francuska je na tom turniru ispala u skupini dok Diarra nije nastupio ni u jednoj utakmici.
Nakon što se Makélélé reprezentativno umirovio, Raymond Domenech je pozvao Lassanu Diarru na prijateljsku utakmicu protiv Švedske 20. kolovoza 2008.
Igrač je do kraja kvalifikacija za Svjetsko prvenstvo 2010. skupio preko 30 nastupa za Francusku. Domenech je 11. svibnja 2010. uveo Diarru u širi popis reprezentativaca za Mundijal. Na zajedničkom treningu reprezentativaca u Tignesu, Diarra je 22. svibnja maknut s liste nakon jakih crijevnih bolova i grčeva u trbuhu zbog velike nadmorske visine. Liječničkim pregledom je utvrđeno da igraču nedostaje značajna količina odmora. Tek je pregledom u Real Madridu utvrđeno da igrač ima anemiju srpastih stanica, krvni poremećaj karakteriziran crvenim krvnim stanicama koji poprimaju neprirodan, krut oblik nalik srpu.
Francuski nogometni izbornik objavio je u svibnju 2016. popis za nastup na Europskom prvenstvu u Francuskoj, među kojim je i Diarra bio. Kasnije je Diarra otpao zbog ozljede koljena. Umjesto Diarre je izbornik pozvao Morgana Schneiderlina.

## Osvojeni trofeji
| Engleska    | Engleska             | Engleska        |
| Klub        | Natjecanje           | Sezona (godina) |
| ----------- | -------------------- | --------------- |
| Chelsea     | FA kup               | 2007.           |
| Chelsea     | Liga kup             | 2007.           |
| Portsmouth  | FA kup               | 2008.           |
| Španjolska  |                      |                 |
| Real Madrid | Španjolsko prvenstvo | 2012.           |
| Real Madrid | Copa del Rey         | 2011.           |
| Real Madrid | Španjolski superkup  | 2012.           |

## Vanjske poveznice
- Profil na Transfermarktu
- Profil na Soccerwayu  Arhivirana inačica izvorne stranice od 8. rujna 2017. (Wayback Machine)